# 第二ファウンデーション
『第二ファウンデーション』（Second Foundation） は、アイザック・アシモフのSF小説。ファウンデーションシリーズの第3巻で、『ファウンデーション対帝国』の続編にあたる。アメリカにおいて初版は1953年に発行された。物語に登場する架空の集団の名称でもある。

## 概要
2編の中編からなる。1948年と1949年に『アスタウンディング・サイエンスフィクション』誌に掲載されたもので、「今度はわかったな―」と、3回に分けて掲載された「―しかもわかっていなくもある」をまとめたもの。
銀河系の端にある惑星ターミナスに銀河百科辞典編纂者の集団「ファウンデーション」が創設されて約300年後の世界。勢力を伸ばしていたファウンデーションが突然変異体のミュールの手に落ちて5年ほど経過した頃から物語が始まる。ファウンデーションは陥落したものの、存在だけが知られている第二ファウンデーションは発見されていなかった。この謎の集団である第二ファウンデーションを探索する物語であり、最後にその位置が読者へと明らかにされる。

## 収録作品
| 章題                                                         | 初出時題名                                     | 初出                                                   |
| ------------------------------------------------------------ | ---------------------------------------------- | ------------------------------------------------------ |
| 第1部・ミュールによる探索 Search By the Mule                 | 今度はわかったな― Now You See It―              | アスタウンディング誌 1948年1月号                       |
| 第2部・ファウンデーションによる探索 Search By the Foundation | ―しかもわかっていなくもある ―And Now You Don't | アスタウンディング誌 1949年11月号・12月号・1950年1月号 |

## あらすじ

### 第1部・ミュールによる探索
第二ファウンデーションについてハリ・セルダンが言い残したヒントは、二つだけであった。いわく、それはファウンデーションの反対側の端に位置し、そして「星界の果て」にある、と…。
第二ファウンデーション探索にあと一歩で失敗したミュールは、惑星カルガンに本拠地を置き覇道を目指す。が、自分と同じ異能の力が、それも組織的に臣下の精神に干渉して使える人材を潰し国力を削いでいることに気づく。
ミュールは主敵を第二ファウンデーションと見定め、五回もの失敗にもめげずに最後の探索を命じた。将軍ハン・プリッチャーと、有能な若者ベイル・チャニスが探索行に出されたが、チャニスは独断で惑星タゼンタへと向かう。チャニスは、第二ファウンデーションの位置についてトランターの夜空から見える「星界の果て」がタゼンタと符合することをプリッチャーに説明し、納得させる。
チャニスらはタゼンタの影響下にある惑星ロッセムに一旦着陸し、プリッチャーの精神が第二ファウンデーションの干渉を受けていることを話す。狼狽するプリッチャーだが、そこにミュール自らが現れ、第二ファウンデーション員であったチャニスと異能の力、精神制御能力同士の戦いになる。ミュールはチャニスをねじふせ、第二ファウンデーションの位置がこの惑星ロッセムであることを知り、止めを刺そうとする。しかしさらに第二ファウンデーションの長である第一発言者が現れ、ロッセムでさえも本当の位置ではないことを話した上にミュールが罠にかかったことを告げ、その隙にミュールの精神に手を加えることにより戦いを終結させる。後にチャニスは精神構造を元に戻され、真実を思い出す。

### 第2部・ファウンデーションによる探索
ミュールの死後、再独立を果たしたファウンデーションは新しい時代を迎えていた。大衆は危機に際して第二ファウンデーションを頼りにした。さらに他者の精神を意のままに操る能力を持つ第二ファウンデーションが第二銀河帝国の支配層になるのではないかと危惧し、危機感と反抗心を持つ者も出てきた。一方、第二ファウンデーション側でも、ミュールへの対処によって存在の一端を現してしまったことで、セルダン計画が水泡に帰することが危惧されていた。その危惧をあらわにする「学生」に対し、第一発言者は、「ある計画が遂行中だ」と教え諭してなだめる。
反第二ファウンデーション運動のリーダーにしてベイタの息子であるダレル博士は、第二ファウンデーションの資料を集めるため、惑星カルガンに図書館員のホマー・マンを送り出すが、興味を持ったダレル博士の娘アーカディが勝手について行ってしまった。ミュールの遺命で封印されたミュールの宮殿に入って資料を調べるため、アーカディはカルガンの支配者ステッティン卿の愛人カリアを説き伏せる。しかし話を聞いたステッティン卿は、自らの手で第二銀河帝国を復興させることを夢想し、さらにファウンデーションの英雄ベイタの孫娘であるアーカディを己のものにしようとする。カリアの手によって脱出したアーカディは宇宙空港で捕まりかけたが、惑星トランター農協の代表プリーム・パルヴァー夫妻に助けられ、一緒にトランターへ向かう。
その後、ついにカルガンとファウンデーションの間に戦争が起きる。不利な位置にあるファウンデーション側は連敗を喫したが、ついに自らの力で重要な戦闘に勝利する。やがて戦争が終わった後、ダレル博士らはアーカディから「円には端がない」という伝言を受け、第二ファウンデーションがターミナスにあることをつきとめ、さらに彼らの力を封じる機械の開発にも成功し、構成員を捕らえることに成功した。ファウンデーションは自らの力で、第二ファウンデーションにも勝利したのであった。
しかし、それもまた第二ファウンデーションの策であった。ファウンデーションが自助努力で、自分たちの力だけで、そう信じて危機を乗り越えて発展していくことこそが、セルダン計画の鍵であった。そのためには第二ファウンデーションはあくまでも姿を隠して裏方に徹し、見つけられ滅ぼされたふりをすること、そして捨て駒として構成員を切り捨てることさえ辞さなかった。そして最後に、第二ファウンデーションの第一発言者と「学生」の対談の中で、第二ファウンデーションの本当の位置が語られる。第一発言者が銀河を見上げながら、セルダンの残した「星界の果て」という言葉の意味に想いを寄せるところで、物語は一旦終了する。

## 登場人物

### ミュールによる探索
ミュール突然変異体。32歳。ファウンデーションを占領し、世界連邦を打ちたてて首長となり、第一市民を名乗る。勢力の拡張を止め、第二ファウンデーション探索を続ける。
ハン・プリッチャーミュールの将軍。5度の探索を行うが成果はなく、最後の探索を命ぜられる。
ベイル・チャニス有能な20代の若者。ミュールによって転向されておらず、野心を利用されてプリッチャーとともに探索の旅に出る。
第一発言者第二ファウンデーションの心理歴史学者。議会で最初に発言する権利を有しており、事実上の指導者。

### ファウンデーションによる探索
アーカディ・ダレル惑星ターミナスに住む14歳の早熟な女の子。ベイタらの孫で、第二ファウンデーション探索に首を突っ込む。
トラン・ダレルアーカディの父。42歳。電気神経学者で、人々の心と運命を自在に操る第二ファウンデーションに危機感を持っている。ミュールを一時的にせよ打ち負かしたことで知られるベイタらの息子であり、そのことによりダレル家は名家とされていた。
ペアレス・アンソーア電気神経学を学ぶ学生で29歳。ダレル博士に協力する。
ジョウル・ターバー放映記者。ダレル博士に協力しており、従軍記者としてファウンデーション艦隊に赴く。
ホマー・マン図書館員。第二ファウンデーション探索の資料を入手するため、ダレル博士らによって惑星カルガンに行かされる。
エルヴェット・セミック物理学の名誉教授で老人。ダレル博士に協力しており、指定された小さな機械を作りあげる。
ステッティン卿ミュール亡き後の惑星カルガン君主で第一市民を名乗る。アーカディとの子孫で第二銀河帝国を復興させることを夢想する。
レヴ・メイルスステッティン卿に仕える大臣。冷静な判断力の持ち主で、ステッティン卿に対したびたび諌言をする。
カリア夫人ステッティン卿の愛人。ステッティンに捨てられる脅威とまだ幼いアーカディへの同情心から、彼女を故郷に帰そうとする、ように見えたが…。
プリーム・パルヴァー惑星トランターの農協代表。惑星カルガンで偶然アーカディを保護してトランターへ連れて行き、ダレル博士に重要な伝言を伝える。いかにも田舎者然とした人物だが、実は”計画”を左右する重大な立場にある人物。

## 用語解説
第一発言者（First Speaker）
第二ファウンデーションは、発言者と呼ばれる心理歴史学者のメンバーによって構成される評議会により運営されているが、狭義においてはその会合において最初に発言する権利を有するもの意味する。しかし実際には評議会の、ひいては第二ファウンデーションそのものの代表者としての地位を表わす。
創元推理文庫版『銀河帝国の興亡』訳者の厚木淳により、形而上学における第一動者（プライム・ムーバー）という概念（いわゆる森羅万象を動かす神のこと）が、第二ファウンデーションの長である第一発言者に当たると指摘されている。さらにそれはある登場人物の名前にも暗示されている。
プライム・ラディアント（Prime Radiant）
複雑に入り組んだセルダン計画の方程式を、自在に投影できる装置。ハリ・セルダン存命時にはすでに発明されていた。簡略化された方程式の全体像はもちろん、その一部分を拡大してさらに数式を展開させることもできる。複雑化しすぎて心理歴史学者でさえ全体像をつかみきれなくなったセルダン計画を検討するために必須の装置。数式の作成時期や内容により、複数の色に分けて投影される。

## 書誌情報
- 『銀河帝国の興亡3 -回天編』、厚木淳訳、創元SF文庫、1970年4月、ISBN 4-488-60403-X
- 『第二ファウンデーション』、岡部宏之訳、ハヤカワ文庫SF592、1984年12月、ISBN 4-15-010592-8